# Метод Понсети
Метод Понсети — манипулятивная техника коррекции врождённой косолапости без хирургического вмешательства. Данный метод был разработан американским ортопедом испанского происхождения Игнасио Понсети. Долговременные  и  целенаправленные исследования показывают, что стопы, вылеченные  по  методу  Понсети, — сильные,  гибкие  и  не болят.
Ещё в  1950-е годы Игнасио Понсети  сделал вывод, что следствием проведения операций при косолапости являются грубые рубцы и неподвижность стопы. Кроме того, нарушается порядок между связками стопы, и это не позволяет в дальнейшем освободить подтаранный и срединно-таранный суставы для оттягивания стопы под таранную кость. Хорошо зная все особенности функциональной анатомии стопы, Понсети предложил метод гипсования, эффект которого обеспечивался эластичностью связок, обусловленной мягкостью сухожилий ребёнка и высоким содержанием коллагена. Связки ребёнка можно максимально растягивать в нужном направлении, при этом ребёнок не будет испытывать боли. Новый коллаген образуется в течение 5–7 дней и, в свою очередь, позволяет делать дальнейшие растяжения.
Начинать лечение косолапости по методу Понсети рекомендуется с 7–14-дневного возраста ребёнка. Чем раньше будет начато лечение, тем лучше деформируется стопа, а значит, быстрее происходит коррекция. Для полной коррекции деформации стопы любой сложности требуется сменить гипсовые повязки 6–7 раз. Смена повязок производится один раз в 5–7 дней. Сроки лечения косолапости с использованием гипса могут составлять 4–8 недель и зависят от сложности случая. Накладка гипсовых повязок всегда должна осуществляться с фиксацией коленного сустава до верхней трети бедра. При этом пальцы стопы в гипсе должны быть освобождены для контроля за адекватностью кровоснабжения.

## Терминология
При врожденной косолапости основа деформации — это подвывих в таранно-ладьевидном суставе (смещение ладьевидной кости кнутри) и подвывих в подтаранном суставе (ротация стопы кнутри).
Ортопеды пользуются следующими терминами:
Аддукция (приведение) — поворот всей стопы или её частей кнутри.
Ахиллотомия — полное пересечение ахиллова сухожилия на 1.5-2 см. выше точки прикрепления его к пяточной кости.
Пронация — естественное движение, которое приводит к заваливанию стопы вовнутрь.
Супинация — ротация стопы кнутри.
Эквинус — ограничение тыльного сгибания в голеностопном суставе.

## Этапы лечения

### Исправление деформации гипсовыми повязками
На данном этапе гипсовые повязки меняются раз в неделю. Постепенная коррекция гипсованием заключается в выведении стопы из положения деформации в положение коррекции, угол вывода стопы за одну процедуру составляет 10-15 градусов. На практике деформированная стопа корректируется полностью уже после 5-6 смен гипсовых повязок (в том числе в тяжёлых случаях).
На первом гипсовании корригируются кавус и приведение, при этом стопа остаётся в прежнем подошвенном сгибании (эквинус). На втором, третьем и четвёртом гипсовании корректируется приведение и варус. Причина образования высокого свода стопы (кавуса стопы) — пронация переднего отдела стопы по отношению к заднему. Поскольку у новорожденных кавус стопы всегда эластичен, для нормализации продольного свода достаточно супинирования переднего отдела. Передний отдел стопы супинируется так, что при визуальном осмотре подошвенной поверхности стопы наблюдается нормализация свода. Исправление передней части стопы по отношению к задней нужно для эффективного отведения стопы, для коррекции приведения переднего отдела стопы и варуса.
Дальнейшая коррекция заключается в отведении стопы под фиксированной головкой таранной кости. Все компоненты косолапости (кроме эквинуса) корректируются одновременно. Для правильного проведения коррекции важно, чтобы расположение головки таранной кости, которая будет точкой опоры при коррекции, было определено правильно. Потом стабилизируется таранная кость. Полная коррекция возможна после 4-го или 5-го наложения гипса. Если стопа особенно ригидная, то необходимо сделать больше гипсований.
При 2-м, 3-м и 4-м гипсовании варус и приведение стопы также корректируются полностью.
Степень коррекции можно определить пальпированием по расстоянию между медиальной лодыжкой и  бугристостью ладьевидной кости. Если косолапость исправлена, оно (расстояние) составит приблизительно 1,5–2 см, при этом ладьевидная кость покрывает переднюю поверхность головки таранной кости. При каждом гипсовании наблюдаются улучшения.
Эквинус, или подошвенное сгибание постепенно исправляется с коррекцией варуса и приведения. Такая частичная коррекция обусловлена тыльным сгибанием пяточной кости по мере её отведения под таранную кость. Пока не будет откорректирован варус пятки, нельзя прикладывать непосредственные усилия для коррекции подошвенного сгибания стопы.
Полной коррекции кавуса, приведения стопы и варуса пятки, частичного исправления эквинуса недостаточно, необходима тенотомия ахиллового сухожилия. При очень гибких стопах эквинус может исправляться дополнительным наложением гипсовой повязки без ахиллотомии. Однако при сомнениях показана операция.

### Ахиллотомия
Второй этап лечения, очень важный, — ахиллотомия. При косолапости ахиллово сухожилие всегда укорочено, и большинству детей необходимо его удлинение. Метод Понсети предполагает использование закрытой ахиллотомии — наиболее щадящего метода. Подкожное пересечение ахиллового сухожилия производится для завершения коррекции эквинуса — подошвенного сгибания стопы. Затем накладывается последний гипс сроком на 3–4 недели. Этого времени достаточно, чтобы ахиллово сухожилие срослось с необходимой для коррекции длиной.
В среднем общий срок лечения в гипсе составляет 1,5–2 месяца.

### Закрепление результата: ношение фиксаторов-брейсов
После гипсования ребёнок должен носить фиксатор (брейсы), обеспечивающий положение стоп с разворотом для 75 градусов откорректированной стопы и 45 градусов для здоровой. Брейсы — это шина с прикреплёнными ботиночками, основное предназначение которой — растягивание мышц и предотвращение рецидивов. Согласно данным, приведённым в статье Игнасио Понсети «Косолапость», только у 6% детей, чьи родители соблюдают режим ношения брейсов, отмечались рецидивы.
Брейсы устанавливаются на расстоянии ширины плеч с вышеназванными градусами разворота. Ношение фиксаторов — обязательная часть лечения косолапости, при этом особенно важно строго соблюдать режим их ношения. В течение первых трёх месяцев после завершения гипсования ребёнок должен носить фиксатор 23 часа в сутки. Потом время ношения шины уменьшается до 14–16 часов в сутки, затем фиксатор надевается только на время ночного сна.
Брейсы могут использоваться до достижения ребёнком возраста 3–4 лет, хотя некоторые специалисты допускают их ношение до 5 лет.
При рецидивах проводится повторное гипсование для возврата коррекции. В некоторых ситуациях при динамической деформации требуется операция по перемещению сухожилия передней большеберцовой мышцы к третьей клиновидной кости. Она проводится в возрасте 2–4 лет после окостенения боковой клиновидной кости.

### Практика в мире и России
Метод Понсети практикуют в Америке, странах Европы и Азии. Первым практикующим врачом в нашей стране, использующим данный метод, стал врач Владимирской областной больницы Гурам Михайлович Чочиев. В период с июня 2002 до 2006 года он исправил 221 стопу у 151 ребёнка. В большинстве случаев — 90–95% — такое консервативное лечение было успешным. Сначала врач предложил применять вместо фиксатора Понсети высокий тутор, по своим параметрам повторяющий последний гипс. В этом он отступал от предложенного американским врачом метода. Вторым врачом, использующим метод Понсети в России, стал Максим Александрович Вавилов, врач Ярославской детской больницы. Он прошёл специальное обучение в Америке и практикует данный метод с осени 2006 года.

### Русская ассоциация Понсети.
Российские врачи и благотворительные фонды объединяются, чтобы помочь детям с тяжёлыми врождёнными патологиями нижних конечностей. В Русскую ассоциацию Понсети входят детские ортопеды-травматологи Москвы, Уфы, Санкт-Петербурга, Ярославля. Ассоциация информирует заинтересованных лиц обо всех событиях, связанных с лечением деформаций нижних конечностей, в частности стоп, о выходе новых книг, монографий и о публикации статей по этим вопросам.

### Проект "Навстречу жизни"
Также за помощью в бесплатном квалифицированном лечении косолапости по методу Понсети можно обратиться к специалистам, участвующим в проекте "Навстречу жизни", созданном на базе Ярославской больницы им. Н. В. Соловьёва при участии Российского фонда помощи. Данный проект также направлен на лечение других врождённых патологий.